# Lina Flor
Carolina Flores-Trinidad (6 oktober 1914 – 11 februari 1976), beter bekend onder haar pseudoniem Lina Flor, was een Filipijns schrijfster en columnist. Flor had zowel succes met werk in het Engels als in het Tagalog.

## Biografie
Carolina Flores werd geboren op 6 oktober 1914. Ze was de oudste van acht kinderen van dichter Fernando Flores en Silvina Chanco, een zus van schrijver en vertaler Gerardo Chanco. Carolina begon al op vroege leeftijd met schrijven. Als tiener nam ze het pseudoniem Lina Flor aan. Ze publiceerde in 1934 haar eerste korte verhaal in het Engels genaamde 'Big Sister'. Ze had ook andere talenten. Zo was ze in deze periode ook te horen als zangeres op de radio. Haar eerste korte verhaal werd net als twee andere later verschenen verhalen 'Family Album' en 'Grandmother Muses' opgenomen in het jaarlijkse overzichten van beste Filipijnse korte verhalen door schrijver Jose Garcia Villa. Na de Tweede Wereldoorlog schreef ze in het Tagalog
Eind jaren 40 begon ze met het schrijven van soapseries voor de radio. Zo schreef zij de populaire series 'Dr. Ramon Selga' en 'Gulong ng Palad', dat van 1949 tot 1956 dagelijks op het radiostation DZRH werd uitgezonden. Flor schreef vanaf halverwege de jaren 50 ook twee populaire columns over de samenleving en over showbusiness: 'Studies' in The Daily Mirror en 'Sparklers' in de Manila Times. Ook publiceerde ze in 1958 de biografie 'Mrs Luz Magsaysay', over de voormalig first lady, wier man president Ramon Magsaysay het jaar daarvoor omkwam bij een vliegtuigongeluk.
Lina Flor overleed in 1976 op 61-jarige leeftijd aan de gevolgen van een hartaanval. Ze was getrouwd met Francisco “Koko” Trinidad, de “vader van de Filipijnse radio”.